# Льюис (Делавэр)
Льюис (англ. Lewes) — город-порт в округе Сассекс, штат Делавэр, США. Является первым постоянным поселением европейцев в штате, а поскольку Делавэр был первым штатом, ратифицировавшим Конституцию, то Льюис носит прозвище «Первый город первого штата». 16-й по количеству жителей город штата.

## География
Льюис находится в восточной части штата на берегу южной части Делавэрского залива у мыса Хенлопен. Прибрежная часть города является частью Делавэрских пляжей; в северо-западной части города в залив впадает река Бродкилл. Площадь города составляет 11 км², из которых 1,5 км² занимают открытые водные пространства.
Максимальная температура в городе была зарегистрирована в 1997 году и составила 38,8°С, минимальная — в 1982 году и составила −28,8°С.
Через город проходит крупная автомагистраль US 9.
Город получил своё нынешнее имя в честь английского Льюиса, который находится в графстве Восточный Суссекс.

## История

### XVII—XIX века
Поселение на месте будущего города было основано 3 июня 1631 года голландскими переселенцами и являлось в то время торговым и китобойным постом. Они назвали его Сванендал, что означает «Лебединая долина». Впрочем, уже спустя год все 32 жителя были вырезаны делаварами. Три десятка лет территория оставалась заброшенной, однако датчане озаботились восстановлением посёлка в 1662 году в связи с территориальными претензиями англичан, которые намеревались включить бывшую Лебединую долину в состав своей колонии Мэриленд. Возрождать поселение прибыли 35 меннонитов под предводительством англ. Pieter Corneliszoon Plockhoy, но их постигла печальная доля: в 1664 году англичане отбили у голландцев Новые Нидерланды, и заодно был уничтожен Цваанендаль со всеми поселенцами.
Некоторое время поселение снова было заброшено, однако постепенно там вновь стали появляться голландцы — все они опять были уничтожены англичанами в конце декабря 1673 года. В 1680 году поселение было возрождено англичанами под названием Нью-Дил (округ Дил), в течение двух лет были построены, кроме прочего, здание суда и две церкви. В 1682 году все делавэрские колонии, не исключая Нью-Дил, были отданы Карлом II Уильяму Пенну в знак заслуг. В том же году Пенн прибыл в свои новые владения и переименовал округ Дил в Сассекс, а Нью-Дил в Льюис. Также Льюис был определён административным центром округа Сассекс и пробыл им до 1791 года.
5—6 апреля 1813 года город был подвергнут краткому и малоэффективному обстрелу с моря английским судном Poictiers, одно из ядер застряло глубоко в фундаменте одного из домов — ныне он так и называется Cannonball House и является музеем.

### XX век — настоящее время
В 1916 году построена крупная больница Beebe Medical Center.
В 1941 году на подступах к городу, на мысе Хенлопен, был построен Форт Майлс, призванный обеспечить защиту Делавэрского залива, реки Делавэр и нефтяных заводов, расположенных на их берегах. Этот крупный и отлично укреплённый и вооружённый форт так ни разу и не показал своей мощи, за исключением одного раза во время Второй мировой войны, и в 1991 году был выведен из состава Вооружённых сил и передан правительством в дар штату Делавэр.
В 1971 году открыта первая и единственная высшая школа в городе англ. Cape Henlopen High School, также в Льюисе находится кампус Хью Шарпа Делавэрского университета.
В 2009 году в Льюисе был задержан врач-педиатр Эрл Брэдли, который за растление 103 детей был приговорён к четырнадцати пожизненным срокам плюс к 164 годам тюрьмы.

## Демография
Население
- 1800 год — 1540 жителей
- 1820 — 1657
- 1850 — 1855
- 1860 — 970
- 1900 — 2259
- 1910 — 2158
- 1920 — 2074
- 1930 — 1923
- 1940 — 2246
- 1950 — 2904
- 1960 — 3025
- 1970 — 2563
- 1980 — 2197
- 1990 — 2295
- 2000 — 2932
- 2003 — 3006[3]
- 2010 — 2747
- 2011 — 2757[6]

Расовый состав (2000)
- белые — 87,3 %
- афроамериканцы — 9,9 %
- азиаты — 1,0 %
- коренные американцы — 0,2 %
- прочие расы — 0,7 %
- смешанные расы — 0,9 %
- латиноамериканцы (любой расы) — 1,7 %

Происхождение предков
- англичане — 18,5 %
- ирландцы — 16,8 %
- немцы — 15,7 %
- итальянцы — 6,6 %
- шотландцы — 3,8 %[6]

## Достопримечательности
- С востока к городу примыкает парк штата Кейп-Хенлопен[англ.].
- Дом Райвса Холта (англ. Ryves Holt House) — построен в 1665 году и является самым старым зданием Делавэра.
- Музей «Лебединая долина» (англ. Zwaanendael Museum) — построен в 1898 году как банк, с 1931 года — музей в честь 300-летия города.
- Исторический дом «Рай рыбака» (англ. Fisher's Paradise) — построен ок. 1780 года
- Маяки:
  - Маяк Делавэр-Брейкуотер-Ист-Энд (англ. Delaware Breakwater East End Light) — работал с 1886 по 1996 год.
  - Маяк Харбор-оф-Рефьюдж (англ. Harbor of Refuge Light) — работает с 1926 года.
  - Плавучий маяк WAL 539 — выполнял свои функции с 1938 по 1972 год, ныне — музей.

## Галерея
- Дом Райвса Холта (Ryves Holt House) в 2010 году
- Музей «Лебединая долина» (Zwaanendael Museum) в 2012 году
- «Рай рыбака» (Fisher's Paradise) в 2012 году
- Маяк Харбор-оф-Рефьюдж (Harbor of Refuge Light) в 2011 году
- Плавучий маяк WAL 539 в 2010 году